# Belmont (CDP, New Hampshire)
Belmont CDP ist ein Census-designated place (CDP) in der Town of Belmont im Belknap County im US-Bundesstaat New Hampshire. Die Volkszählung von 2020 erfasste 1.285 Einwohner. Der CDP wurde im Jahr 2010 erstmals vom Census definiert. Er umfasst den Kernort der Town of Belmont.

## Lage
Der Ort liegt bei den Koordinaten 43° 26' 34.82" Nord und 71° 28' 40.77" West auf einer Höhe von 173 Metern über dem Meeresspiegel östlich des Winnipesaukee Rivers. Die 3,3 km² große Fläche des Gebietes setzt sich zusammen aus 3,26 km² Land- und 0,04 km² Wasserfläche. Im Ort kreuzen sich die New Hampshire Routes NH-106 und NH-140.